# Aeroporto di Genova Cristoforo Colombo
Luchthaven Genua-Cristoforo Colombo (Italiaans: Aeroporto di Genova Cristoforo Colombo) is de luchthaven van de Italiaanse havenstad Genua. De luchthaven heeft een belangrijke functie voor de haven van Genua, het is de belangrijkste aanvlieghaven voor cruisepassagiers die in Genua inschepen.
Het vliegveld ligt op een kunstmatig eiland in de wijk Sestri Ponente acht kilometer ten westen van de haven en het stadscentrum en is genoemd naar ontdekkingsreiziger Christoffel Columbus, die in Genua werd geboren.